# 刘士余
刘士余（1961年11月—），江苏灌云人，中华人民共和国政治人物，曾任中国人民银行副行长，中国农业银行党委书记、董事长，中国证监会主席、中华全国供销合作总社党组副书记、理事会主任。现任中国人民银行总行参事。

## 生平

### 早年经历
刘士余生于江苏省灌云县鲁河乡，父母均为农民。从小学到高中，刘士余一直在灌云当地读书，先后就读于吕场小学、兴三联中、四队中学。1979年，刘士余考入清华大学水利工程系水利水电工程专业。本科毕业后继续在清华大学读书。1984年8月参加工作。1987年，他在清华大学经济管理学院管理科学与工程专业获得硕士学位，论文题目为《多分区复杂电力系统中长期战略规划研究》，导师是叶焕庭。后来，刘士余2002年在清华大学经济管理学院获得技术经济及管理博士学位，论文题目为《银行危机与金融安全网问题研究》，导师是傅家骥。

### 仕途
1987年开始，刘士余先后在上海市经济体制改革办公室、国家经济体制改革委员会工作。
1994年11月，刘士余任中国建设银行房地产信贷部副主任。1996年至1998年，任中国人民银行银行司助理巡视员、副司长；1998年至2002年，任中国人民银行银行监管二司副司长、司长；2002年至2004年，任中国人民银行办公厅主任、党委办公室主任。2004年7月，任中国人民银行党委委员、行长助理；2006年6月，任中国人民银行党委委员、副行长。
2014年10月，刘士余任中国农业银行党委书记，当年12月5日，出任中国农业银行董事长。
2015年中国股市股灾后，到2016年2月，刘士余接替肖钢，任中国证券监督管理委员会主席、党委书记。
2016年12月，刘士余曾发表中国股市著名的“妖精论”，引发舆论哗然。他说“我希望资产管理人，不当奢淫无度的土豪、不做兴风作浪的妖精、不做坑民害民的害人精。”2017年1月5日，刘士余在调研指导稽查执法工作座谈会上表示，“资本市场不允许大鳄呼风唤雨，对散户扒皮吸血”、“要有计划地把一批资本大鳄逮回来。”
2019年1月，突然改任中华全国供销合作总社党组副书记、理事会主任。

### 接受调查
2019年5月19日深夜，中央纪委国家监委网站发布消息，中华全国供销合作总社党组副书记、理事会主任刘士余同志涉嫌违法违纪，主动投案，目前正在配合中央纪委国家监委审查调查。刘士余是首位配合中共中央纪律检查委员会和国家监察委员会审查调查的中共十九届中央委员会委员。他是2019年第三位被中纪委国监委调查的正部级官员，且是第二个主动投案的正部级官员。次日有相关媒体报道称刘士余被调查或因涉及南京银行资管部总经理戴娟失联一案。
2019年10月4日，中央纪委给予刘士余留党察看二年处分，国家监委给予其政务撤职处分，降为一级调研员（正处级）；终止其中共十九大代表资格；收缴其违纪违法所得。留党察看二年的处分，待召开中央委员会全体会议时予以追认。通报称，刘士余的行为严重违反党的政治纪律和政治规矩、组织纪律、廉洁纪律、工作纪律，并构成严重职务违法，且在中共十八大后不收敛、不收手，应予严肃处理。但鉴于其能够主动投案，如实交代违纪违法问题，认错悔错态度较好，可予从轻处理，遂做出上述决定。
刘士余的处分决定公布后，有消息人士透露，其一级调研员一职或将安排在央行系统内，待遇参照资深处长。

### 再度履新
2023年，任中国人民银行总行参事。

## 言論
在十九大中央金融系統分組討論會上，劉稱薄熙來、周永康、令計劃、徐才厚、郭伯雄、孫政才等人是「陰謀篡黨奪權」。有評論認為以上言論是劉下馬原因。